# Boumerdès
Pour les articles homonymes, voir Boumerdès (homonymie).
Ne doit pas être confondu avec Bou Merdes.
Boumerdès (prononcé [bou.meʁ.das] ) (en tifinagh : ⴱⵓⵎⵔⴷⴰⵙ; en kabyle: Bumerdas, en arabe : بومرداس), anciennement Rocher Noir pendant la colonisation française, est une commune de la wilaya de Boumerdès, dans la daïra de Boumerdès, dont elle est le chef-lieu, située à 45 km à l'est d'Alger.

## Géographie
Boumerdès est une ville côtière du centre d'Algérie, située en Grande Kabylie, d'une superficie de 1 456,16 km2 avec 100 km de profil littoral allant du cap de Boudouaou El Bahri à l'ouest, à la limite orientale de la commune de Afir.
Boumerdès est située à 45 km à l'est de la capitale Alger, à 52 km à l'ouest de Tizi Ouzou, à 25 km au nord de Bouira. 

### Localités

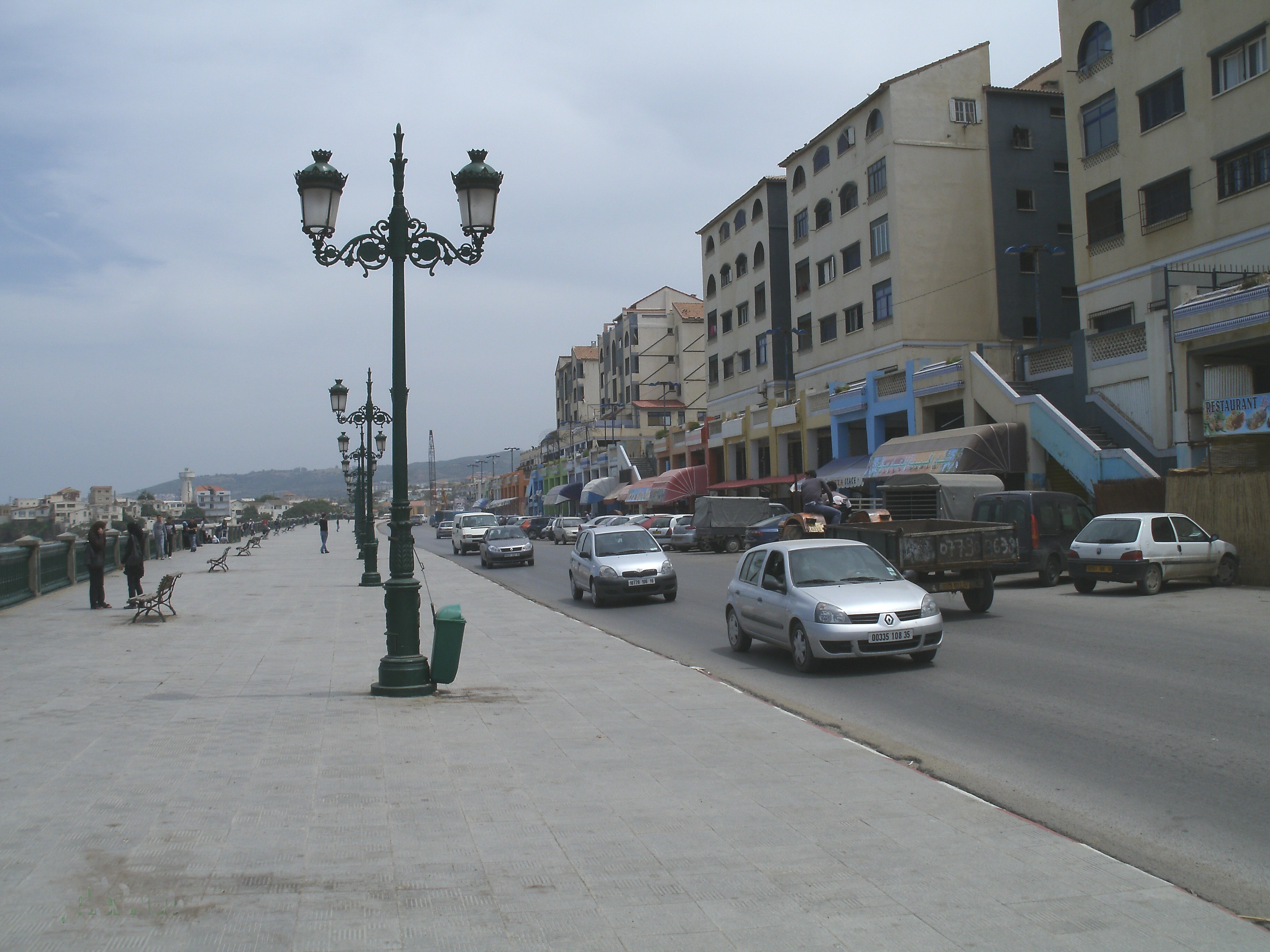
Front de mer à Boumerdès.
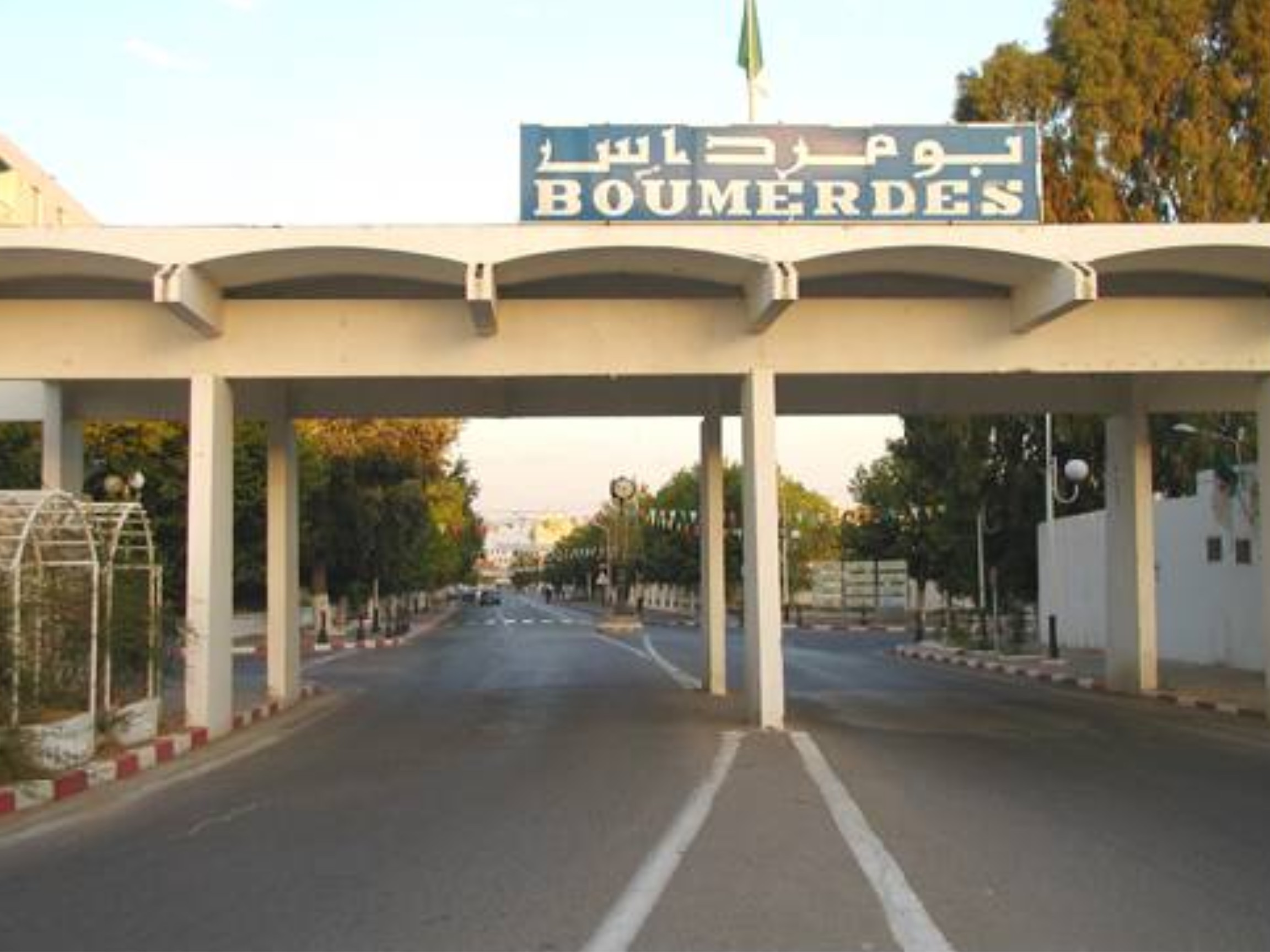
Vue sur l'entrée de la ville de Boumerdès.
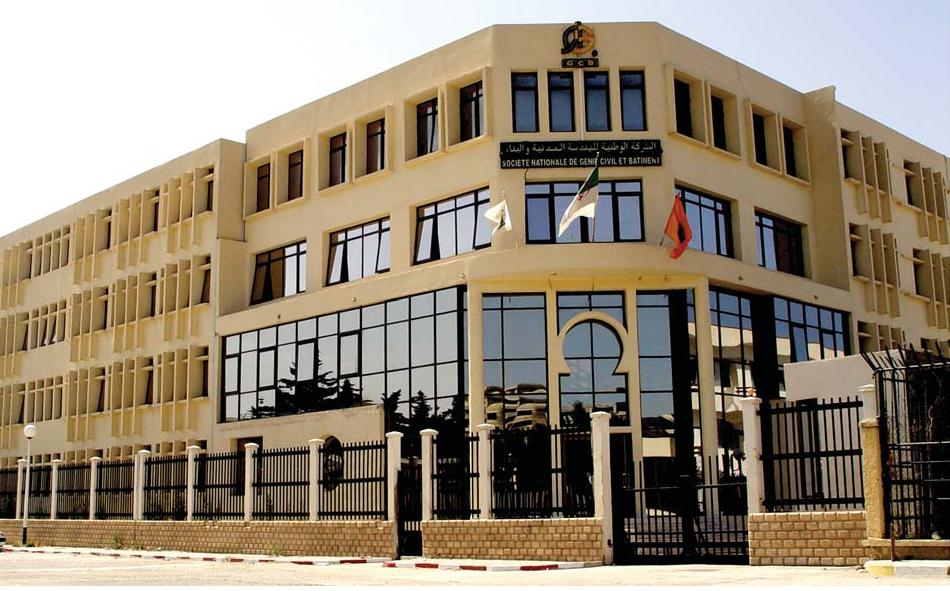
Siège de GCB : Société Générale de Génie Civil et de Bâtiment à Boumerdès.

La commune est composée de deux agglomération principales, la ville de Boumerdès (chef-lieu) et l'agglomération d'El Karma (anciennement Le Figuier) au pied du Djebel Bou Arous et deux agglomérations secondaires, Aliliguia et Ouled Abdelkrim.

## Routes

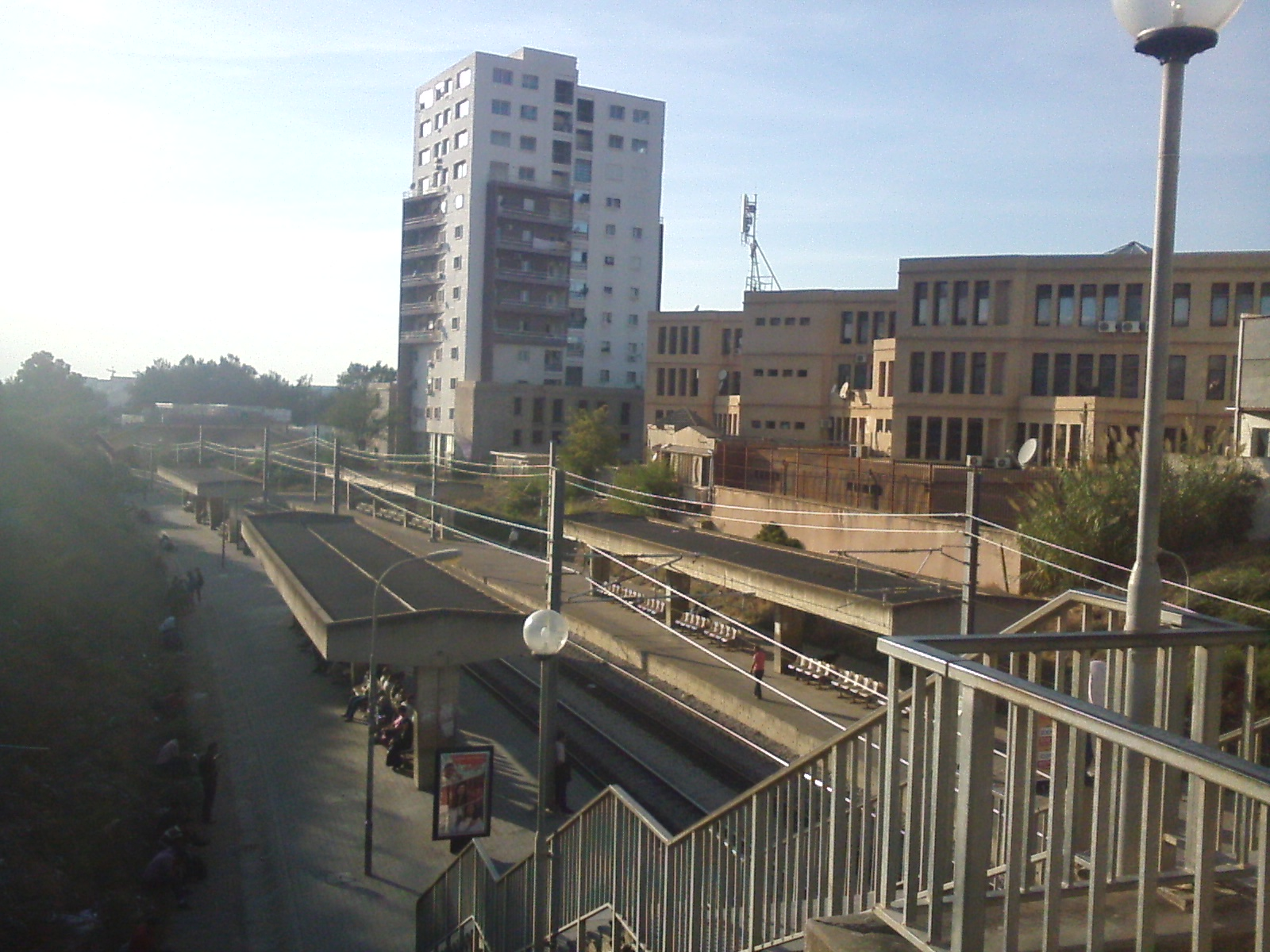
La gare ferroviaire de la ville de Boumerdès.

La commune de Boumerdès est desservie par la Route nationale 24 (RN24, ou Route de Béjaïa).

## Ressources hydriques

### Sources
Cette commune recèle plusieurs sources d'eau naturelle:
- Source de Haï Foaïs
- Source de Corso.
- Source de Thénia

### Oueds
La  commune est arrosée par plusieurs oueds:
- Oued TATAREG
- Oued CORSO
- Oued dhous.

Ces barrages font partie de plus de 65 barrages opérationnels en Algérie alors que 30 autres sont en cours de réalisation en 2015.

## Ethnographie
La commune a été peuplée historiquement par les kabyles des âarchs des tribus de Kabylie tels que les Aïth Aïcha.

## Histoire

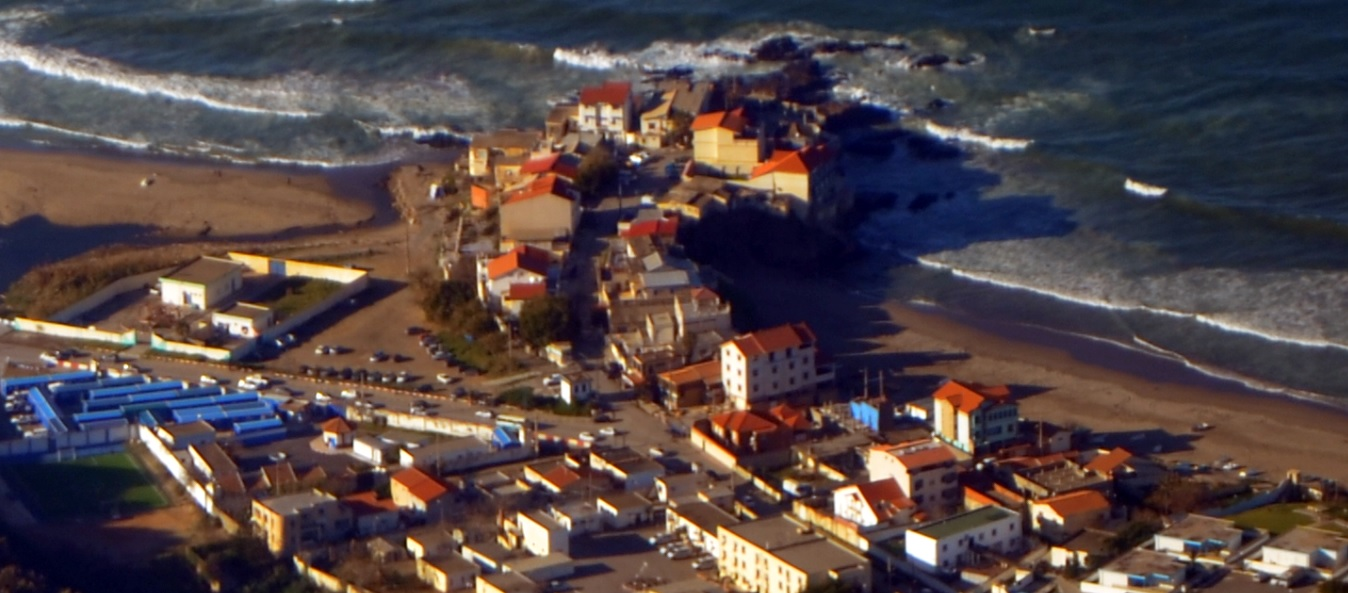
Rocher Noir, le village d'origine de la commune de Boumerdès.

### Époque coloniale française
Fin mars 1962, lors de la période transitoire (passage de la souveraineté française à la souveraineté algérienne) c'est à Rocher Noir que s'installe l'Exécutif provisoire présidé par Abderrahmane Farès. Cela vaut parfois à la localité d'être désignée comme la capitale politico administrative de l'Algérie.

### Époque de l'Algérie indépendante
La commune de Rocher Noir est créée en regroupant celles de Bellefontaine et Corso, le premier maire de Boumerdès de 1962 à 1968 est Baba-aissa Slimane. En décembre 1967 et à la suite du nouveau découpage administratif, Rocher Noir est intégrée à la commune de Thniet Beni Aïcha.

#### Boumerdes, ville universitaire par excellence
En 1964, Boumerdès est devenu une ville universitaire de rayonnement africain. La ville a été le siège du Centre Africain des Hydrocarbures et des Textiles (CAHT) en 1964. En 1973, le CAHT a été transformé en deux écoles d'ingénieurs et de techniciens supérieurs : Institut National des Hydrocarbures et de la Chimie (INH), Institut National des Industries légères (INIL). Institut national des industries manufacturières(INIM).
D'autres écoles ont connu le jour depuis, avec notamment l'Institut national de génie mécanique (INGM) en 1975, l'Institut Algérien du Pétrole (IAP) en 1974 après son déménagement de Dar el-Beida, l'Institut National de la Productivité et du Développement Industriel (INPED) en 1967, et l'Institut national d'électricité et d'électronique (INELEC) en 1977. Depuis 1996, ces écoles d'ingénieurs sont placées sous tutelle universitaire pour donner par la suite l'Université M'Hamed Bougara de Boumerdès (UMBB), à l'exception de l'IAP qui est transformé en centre de perfectionnement et de spécialisation en énergie dont le statut est celui d'une entreprise.
En 1984, la commune de Boumerdès est créée en même temps que la wilaya éponyme dont elle est le chef-lieu.

#### Séisme de 2003
La région a été touchée, le 21 mai 2003 par un séisme de magnitude 6,8 dont l'épicentre se situait dans la commune de Zemmouri, et qui a fait plus de 3 000 morts, causant de nombreux dégâts matériels. L'une des cités les plus touchées était « les 1 200 logements », et la cité « 11 décembre 1960 ».

## Sport
La ville de Boumerdès possède un stade au gazon naturel. Le Raed Chabab Boumerdès est un club omnisports de la ville fondé en 1983. En 2009 un autre club voit le jour dans la ville : la Jeunesse Sportive Boumerdès. Lors de la saison 2020-2021, les deux clubs se retrouvent dans le même palier dans le cadre du championnat d'Algérie D3.

## Vie quotidienne à Boumerdès
Boumerdès comprend de belles plages qui s'étendent jusqu'à la cité Fadè de Boumerdès où sont logés une grande partie des enseignants de l'université de Boumerdès.

## Personnalités liées
- Soufiane Lahouassa, footballeur algérien, y est né en 1980.
- Boualem Sansal, écrivain algérien de langue française, y réside.

## Jumelages
- Jumelages et partenariats de Boumerdès.| Ville | Ville   | Pays | Pays   | Période     |
| ----- | ------- | ---- | ------ | ----------- |
|       | Belfort |      | France | depuis 2009 |
|       | Hainan  |      | Chine  | depuis 2019 |